# Veit Heinichen
Pour les articles homonymes, voir Heinichen.
Veit Heinichen est un écrivain allemand, auteur de roman policier, né en 1957 à Villingen-Schwenningen. Il vit actuellement à Trieste.
En 2014, il a joué le rôle de l'écrivain dans le film Sexy shop.

## Œuvre

### Romans
- Les Requins de Trieste [« Gib jedem seinen eigenen Tod »], Paris, trad. Alain Huriot, Éditions du Seuil, coll. « Policiers », 2006 (ISBN 978-2-02-067646-5, présentation en ligne)
- Les Morts du Karst [« Die Toten vom Karst »]  (trad. de l'allemand), Paris, trad. Colette Kowalski, Éditions du Seuil, coll. « Policiers », 2007, 302 p. (ISBN 978-2-02-067647-2, présentation en ligne)
- Mort sur liste d'attente [« Tod auf der Warteliste »]  (trad. de l'allemand), Paris, trad. Colette Kowalski, Éditions du Seuil, coll. « Policiers », 2008, 272 p. (ISBN 978-2-02-067648-9, présentation en ligne)
- À l'ombre de la mort [« Der Tod wirft lange Schatten »]  (trad. de l'allemand), Paris, trad. Alain Huriot, Éditions du Seuil, coll. « Policiers », 2009, 319 p. (ISBN 978-2-02-096869-0, présentation en ligne)[1]
- La Danse de la mort [« Totentanz »]  (trad. de l'allemand), Paris, trad. Alain Huriot, Éditions du Seuil, coll. « Policiers », 2010, 305 p. (ISBN 978-2-02-096870-6, présentation en ligne)[2]
- La Raison du plus fort [« Die Ruhe des Stärkeren »]  (trad. de l'allemand), Paris, trad. Alain Huriot & François Mortier, Éditions du Seuil, coll. « Policiers », 2012, 304 p. (ISBN 978-2-02-101218-7, présentation en ligne)